# Echeveria halbingeri
Echeveria halbingeri es una planta suculenta perteneciente a la familia Crassulaceae. Es nativa sólo de una pequeña parte del centro montañoso de México. Es conocida principalmente como una planta de jardín o de maceta. 

## Descripción
Los cultivadores aprecian su forma compacta de roseta y sus hojas de color gris verdosos con matices rosados violáceos en los bordes. El color rosa se acentúa cuando la planta recibe abundante luz solar. También es fácil de cultivar. Se han desarrollado diversas formas hortícolas que alteran la apariencia natural de la planta como, por ejemplo, una forma abigarrada.

## Hábitat
En su estado silvestre, Echeveria halbingeri crece en cañadas, sobre laderas rocosas, con suelo pobre o sobre rocas de origen ígneo.

## Distribución
Echeveria halbingeri se encuentra en la naturaleza solo en las montañas centrales de México, en los estados de Hidalgo, Querétaro y Veracruz.